# Камышенка (Шортандинский район)
Камышенка (каз. Камышенка) — село в Шортандинском районе Акмолинской области Казахстана. Входит в состав Пригородного сельского округа. Код КАТО — 116849400.

## География
Село расположено на берегу озера Балыктыоль, в западной части района, на расстоянии примерно 59 километров (по прямой) к западу от административного центра района — посёлка Шортанды, в 11 километрах к юго-западу от административного центра сельского округа — села Пригородное.
Абсолютная высота — 304 метров над уровнем моря.
Ближайшие населённые пункты: село Пригородное — на северо-востоке.

## Население
В 1989 году население села составляло 295 человек (русские — 50%, немцы — 30%).

В 1999 году население села составляло 250 человек (127 мужчин и 123 женщины). По данным переписи 2009 года, в селе проживало 215 человек (116 мужчин и 99 женщин).
| Численность населения | Численность населения | Численность населения |
| 1989                  | 1999                  | 2009                  |
| --------------------- | --------------------- | --------------------- |
| 295                   | ↘250                  | ↘215                  |

## Улицы[5]
- ул. Абая
- ул. Достык